# Cuero, Texas
Cuero là một thành phố thuộc quận DeWitt, tiểu bang Texas, Hoa Kỳ. Năm 2010, dân số của xã này là 6841 người.

## Dân số
- Dân số năm 2000: 6571 người.
- Dân số năm 2010: 6841 người.